# مانیلاو
مانیلاو (به انگلیسی: Mangilao, Guam) یک روستا در کشور گوآم است. دانشگاه گوآم در این روستا قرار دارد.

## خصوصیات
مانیلاو ۱۵٬۱۹۱ نفر جمعیت دارد.

## نگارخانه

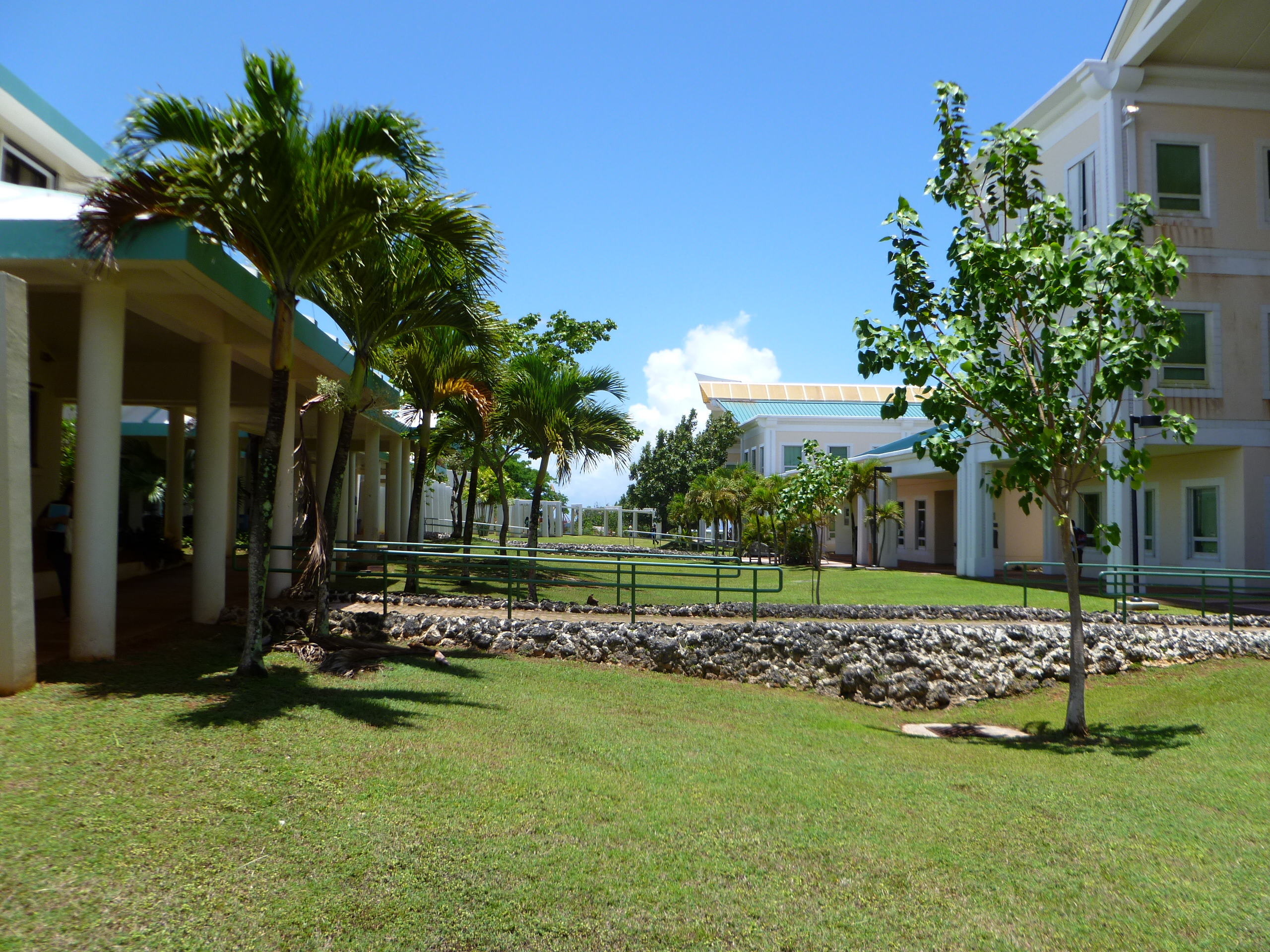
دانشگاه گوآم